# 兵庫県道295号八千代中線
兵庫県道295号八千代中線（ひょうごけんどう295ごう やちよなかせん）は、兵庫県多可郡多可町を通る一般県道である。

## 概要
多可郡多可町八千代区門田から多可郡多可町中区奥中に至る。

### 路線データ
- 起点：多可郡多可町八千代区門田（兵庫県道143号加美八千代線交点）
- 終点：多可郡多可町中区奥中（奥中交差点、国道427号交点、兵庫県道86号多可柏原線旧道起点）
- 総延長：4.492 km

## 路線状況

### 道路施設

#### 橋梁
- 徳畑橋（多可郡多可町）

#### トンネル
- 天神トンネル：延長394 m、1998年（平成10年）竣工、多可郡多可町

## 地理

### 通過する自治体
- 多可郡多可町

### 交差する道路
| 交差する道路                            | 交差する場所 | 交差する場所      |
| --------------------------------------- | ------------ | ----------------- |
| 兵庫県道143号加美八千代線               | 八千代区門田 | 起点              |
| 国道427号 兵庫県道86号多可柏原線 / 旧道 | 中区奥中     | 奥中交差点 / 終点 |

### 沿線
- 徳畑ダム
- 多可町立中町中学校